# Dryadillo rectifrons
Dryadillo rectifrons là một loài chân đều trong họ Armadillidae. Loài này được Dollfus miêu tả khoa học năm 1898.